# غوس جيلمور
غوس جيلمور (بالإنجليزية: Gus Gilmore)‏ هو ضابط أسترالي، ولد في 31 يناير 1962 في سيدني في أستراليا.